# Sohland an der Spree
Sohland an der Spree (amtlich: Sohland a. d. Spree, obersorbisch Załom) ist ein Ort und die zugehörige Gemeinde im Südosten von Sachsen an der Grenze zu Tschechien. Mit fast 7000 Einwohnern ist sie eine der einwohnerstärksten Gemeinden des Landkreises Bautzen. Sohland liegt direkt an der Bundesstraße 98. Zahlreiche Umgebindehäuser, darunter das älteste des Landkreises Bautzen, prägen das Ortsbild.

## Geografie

### Lage
Sohland liegt etwa 15 km südlich der Großen Kreisstadt Bautzen im Lausitzer Bergland am Oberlauf der Spree.
Die Höhenlage der Gemeinde erstreckt sich von 280 m (Spreetal nach Schirgiswalde) bis 487 m (Kälbersteine). Der Abstand zwischen beiden Punkten beträgt nur 1500 m, wobei der Hauptteil des Ortes im Tal liegt.
|                    | Schirgiswalde-Kirschau     |                       |
| Steinigtwolmsdorf  |                            | Oppach                |
| Lipová (Hainspach) | Velký Šenov (Groß Schönau) | Šluknov (Schluckenau) |

### Gemeindegliederung
Zu Sohland an der Spree gehören neben dem Hauptort die Ortschaften Wehrsdorf und Taubenheim. Gemeindeteile sind Am Hohberg, Ellersdorf, Karlsruhe, Neusorge, Neutaubenheim, Pilzdörfel, Sohland an der Spree, Tännicht, Taubenheim an der Spree, Wassergrund und Wehrsdorf.
Der alte Körper der Ortschaft Sohland gliedert sich in 15 Ortsteile:
1. Am Frühlingsberg (Wendisch-Sohland)
2. Ellersdorf
3. Alt-Scheidenbach
4. Neu-Scheidenbach
5. Nieder-Sohland
6. Neusorge
7. Carlsruhe
8. Pachterhof
9. Sohland Mitteldorf
10. Hohberg (Äußerst-Mittel-Sohland und Äußerst-Nieder-Sohland)
11. Pilzdörfel (Neu-Mittel-Sohland)
12. Oberdorf mit „Wiese“
13. Neudorf
14. Tännicht (Neu-Ober-Sohland)
15. Gütchen (Schaffhirtsches G.)

Aus diesem Grunde wurde Sohland auch als das „Durf mit fuffzn Zippl’n“ (Dorf mit fünfzehn Ecken) bezeichnet.

## Geschichte

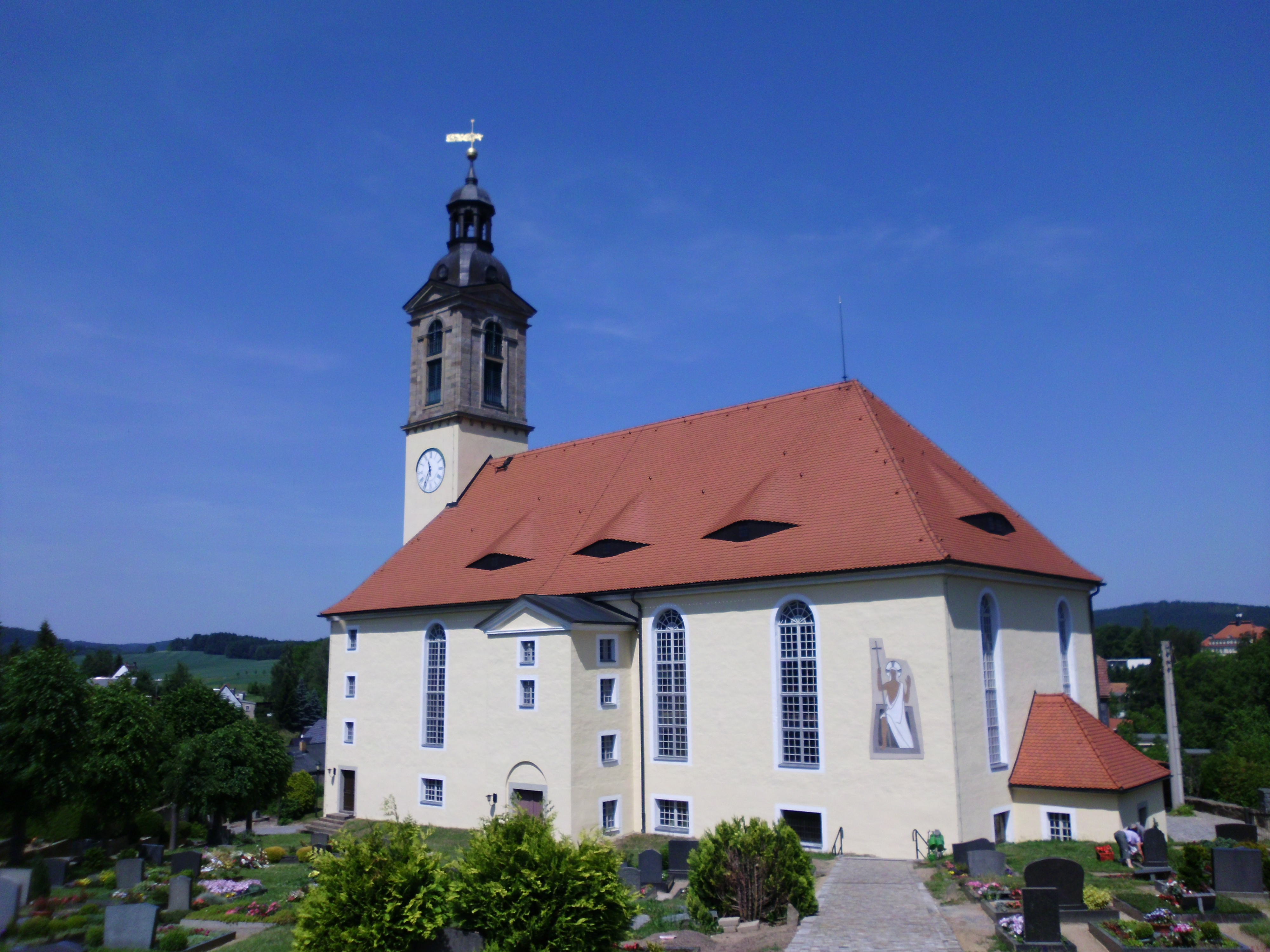
Evangelisch-Lutherische Kirche

Wie genau das Dorf Sohland entstand, ist nicht abschließend untersucht. Für eine sorbische Dorfgründung spricht u. a. der Ortsname, der sich vom sorbischen Załom (Ort am/hinterm Bruch/Sumpf) herleitet und auch für Sohland am Rotstein nachgewiesen werden kann.
Andere Autoren gehen dagegen von einer Gründung von böhmischer Seite aus. Dabei soll eine Wehrkirche als eine Art Festung gegen das sich nördlich anschließende Land Budissin gedient haben.
Es steht jedoch fest, dass von einer einheitlichen Gründung des Dorfes nicht ausgegangen werden kann.
Die verschiedenen Ortsteile sind unterschiedlich geprägt und wiesen noch im 19. Jahrhundert räumlich getrennt lebende ethnische Gemeinden auf.
Ein genaues Gründungsdatum des Ortes ist bis heute nicht bekannt. Die erste urkundliche Erwähnung als Solant stammt aus dem Jahr 1222.
Am Dorf lassen sich verschiedene Entwicklungsetappen ablesen. Während die Mitte des Dorfes eher geschlossen ist, weisen die weiteren „Ausläufer“ von Sohland die Form von Waldhufendörfern auf und sind somit höchstwahrscheinlich in der Zeit der fränkischen Besiedlung im 13. und 14. Jahrhundert entstanden.
Von 1901 bis 1924 wurde am Hornsberg bei Äußerstmittelsohland und Rosenhain Bergbau auf Nickelerz betrieben. Das Herrenhaus Niedersohland wurde 1970 abgerissen.

### Einwohnerentwicklung
Wie in beinahe allen Gemeinden der Oberlausitz hat auch die Bevölkerung von Sohland in den Jahren nach 1945 tendenziell abgenommen. Seit dem Jahr 1990 kommt neben dem Phänomen der Abwanderung auch der enorme Sterbeüberschuss zum Tragen. Gegenüber den Nachbargemeinden kann sich Sohland allerdings recht gut behaupten und verzeichnet hier einen gewissen Zuzug. Dies ist neben der recht guten infrastrukturellen Lage vor allem der Ausweisung von Baugrund zu verdanken, welcher junge Familien aus dem Umland anzieht. Aber auch verschiedene Seniorenprojekte im Dorf tragen zu diesem Erfolg bei.
Beim Zensus vom 9. Mai 2011 lebten in den 2239 Wohngebäuden der Gemeinde 7076 Personen. Der Ortsteil Sohland bestand aus 1247 Wohngebäuden und hatte 3917 Einwohner; die übrigen lebten in Wehrsdorf (1645) und Taubenheim (1514). Das Durchschnittsalter lag bei 48 Jahren.

## Religion
Die Oberlausitz ist generell eine gemischtkonfessionelle Region. Sohland an der Spree ist ein vorrangig evangelisch-lutherisch geprägtes Dorf. Davon zeugt auch die in der Ortsmitte auf einer natürlichen Erhebung thronende Kirche, welche aus den Anfängen des Dorfes datiert und später barock überformt wurde. Bei der Kirche befindet sich der evangelische Friedhof der Gemeinde, in dessen Mitte sich eine historische Gruft befindet. Am Stausee befindet sich das Gemeindezentrum der 1990 gegründeten Evangelischen Freikirche Sohland. Des Weiteren befindet sich im Dorf noch eine katholische Kirche.

## Politik

### Gemeinderat
Seit der Gemeinderatswahl am 9. Juni 2024 verteilen sich die Sitze des Gemeinderates folgendermaßen auf die einzelnen Gruppierungen:
| Gemeinderat ab 2024Insgesamt 18 Sitze - FWGSTW: 3 - BBV: 2 - F WIR: 2 - CDU: 6 - AfD: 5 | Liste                                                 | 2024   | 2024   | 2019   | 2019   | 2014   | 2014   |
| Gemeinderat ab 2024Insgesamt 18 Sitze - FWGSTW: 3 - BBV: 2 - F WIR: 2 - CDU: 6 - AfD: 5 | Liste                                                 | Sitze  | in %   | Sitze  | in %   | Sitze  | in %   |
| Gemeinderat ab 2024Insgesamt 18 Sitze - FWGSTW: 3 - BBV: 2 - F WIR: 2 - CDU: 6 - AfD: 5 | CDU                                                   | 6      | 32,7   | 8      | 41,2   | 10     | 51,9   |
| Gemeinderat ab 2024Insgesamt 18 Sitze - FWGSTW: 3 - BBV: 2 - F WIR: 2 - CDU: 6 - AfD: 5 | AfD                                                   | 5      | 26,0   | 3      | 22,4   | –      | –      |
| Gemeinderat ab 2024Insgesamt 18 Sitze - FWGSTW: 3 - BBV: 2 - F WIR: 2 - CDU: 6 - AfD: 5 | Freie Wählergemeinschaft Sohland/Taubenheim/Wehrsdorf | 3      | 18,0   | 5      | 28,4   | 6      | 34,7   |
| Gemeinderat ab 2024Insgesamt 18 Sitze - FWGSTW: 3 - BBV: 2 - F WIR: 2 - CDU: 6 - AfD: 5 | Bündnis für Bürger und Vereine                        | 2      | 13,5   | –      | –      | –      | –      |
| Gemeinderat ab 2024Insgesamt 18 Sitze - FWGSTW: 3 - BBV: 2 - F WIR: 2 - CDU: 6 - AfD: 5 | Fraueninitiative WIR für unseren Ort                  | 2      | 9,8    | –      | –      | –      | –      |
| Gemeinderat ab 2024Insgesamt 18 Sitze - FWGSTW: 3 - BBV: 2 - F WIR: 2 - CDU: 6 - AfD: 5 | Linke                                                 | –      | –      | 1      | 8,0    | 2      | 11,9   |
| Gemeinderat ab 2024Insgesamt 18 Sitze - FWGSTW: 3 - BBV: 2 - F WIR: 2 - CDU: 6 - AfD: 5 | FDP                                                   | –      | –      | –      | –      | –      | 1,5    |
| Gemeinderat ab 2024Insgesamt 18 Sitze - FWGSTW: 3 - BBV: 2 - F WIR: 2 - CDU: 6 - AfD: 5 | Wahlbeteiligung                                       | 72,7 % | 72,7 % | 69,7 % | 69,7 % | 58,4 % | 58,4 % |

| Partei / Liste | Stimmenanteil | +/− %p | Sitze | +/− |
| CDU            | 41,2 %        | −10,7  | 8     | ±0  |
| FWGSTW*        | 28,4 %        | −6,3   | 5     | −2  |
| AfD            | 22,4 %        | +22,4  | 3     | +3  |
| LINKE          | 8,0 %         | −3,9   | 1     | ±0  |

* Freie Wählergemeinschaft Sohland/Taubenheim/Wehrsdorf
Zusätzlich gehört dem Gemeinderat der Bürgermeister an.

### Bürgermeister
Im Juni 2015 wurde Hagen Israel mit 63,8 % der gültigen Stimmen zum Nachfolger von Matthias Pilz gewählt. Die Wahlbeteiligung hatte bei 65,4 % gelegen. 2022 wurde Israel als einziger Kandidat mit 91 % der Stimmen im Amt bestätigt (Wahlbeteiligung: 55,4 %).
| Wahl | Bürgermeister | Vorschlag | Wahlergebnis (in %) |
| ---- | ------------- | --------- | ------------------- |
| 2022 | Hagen Israel  | Israel    | 91,0                |
| 2015 | Hagen Israel  | Israel    | 63,8                |
| 2008 | Matthias Pilz | CDU       | 97,6                |
| 2001 | Matthias Pilz | CDU       | 77,3                |

### Gemeindeverbund
Unter Bürgermeister Matthias Pilz fand Sohland am 10. Mai 2008 Aufnahme in den losen Verbund der grenzüberschreitenden deutsch-tschechischen Fünfgemeinde, dem als weitere Mitglieder in der Grenzregion die Stadt Neusalza-Spremberg, die Gemeinden Friedersdorf (Spree) (am 1. Januar 2008 nach Neusalza-Spremberg eingemeindet) und Oppach von deutscher sowie die Städte Šluknov und Jiříkov von tschechischer Seite angehören.

### Wappen

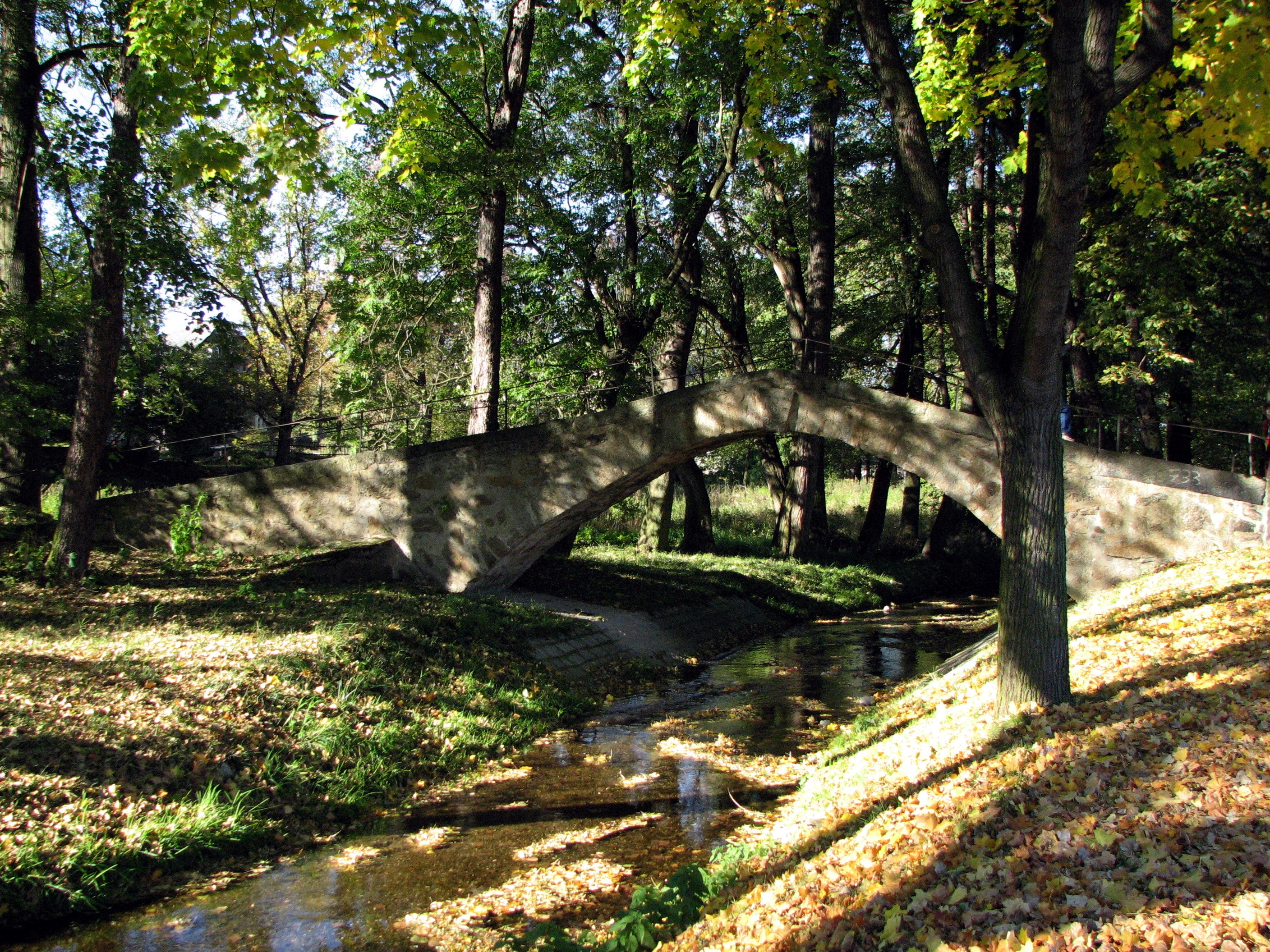
Himmelsbrücke – Wahrzeichen von Sohland

Das Wappen des Dorfes Sohland ist eine künstlerische Neuschöpfung und zeigt die über die Spree führende Himmelsbrücke eingerahmt von zwei Birken. Mit dem abgebildeten Bauwerk verbindet sich auch eine spezielle Sage, welche davon ausgeht, dass ein jeder, welcher lügend diese Brücke überschreitet, sie zum Einsturz bringt. Bereits seit 1709 existierte eine Holzbrücke über die Spree. 1796 wurde schließlich eine granitsteinartige Brücke gebaut, welche seitdem Himmelsbrücke genannt wurde. Erst seit 1876 erscheint die Himmelsbrücke als Gemeindesiegel und als Gemeindewappen. Mit der Regulierung der Spree wurde deren Lauf verlegt; die Himmelsbrücke führt heute über den Sohlander Dorfbach.

### Städtepartnerschaften
Sohland unterhält Partnerschaften zu
- Gangelt in Nordrhein-Westfalen
- Montévrain in Frankreich
- Rocca Priora in Italien

## Kultur und Sehenswürdigkeiten
Eine Auflistung ausgewählter Kulturdenkmäler findet sich in der Liste von Kulturdenkmalen in Sohland an der Spree.

### Museen

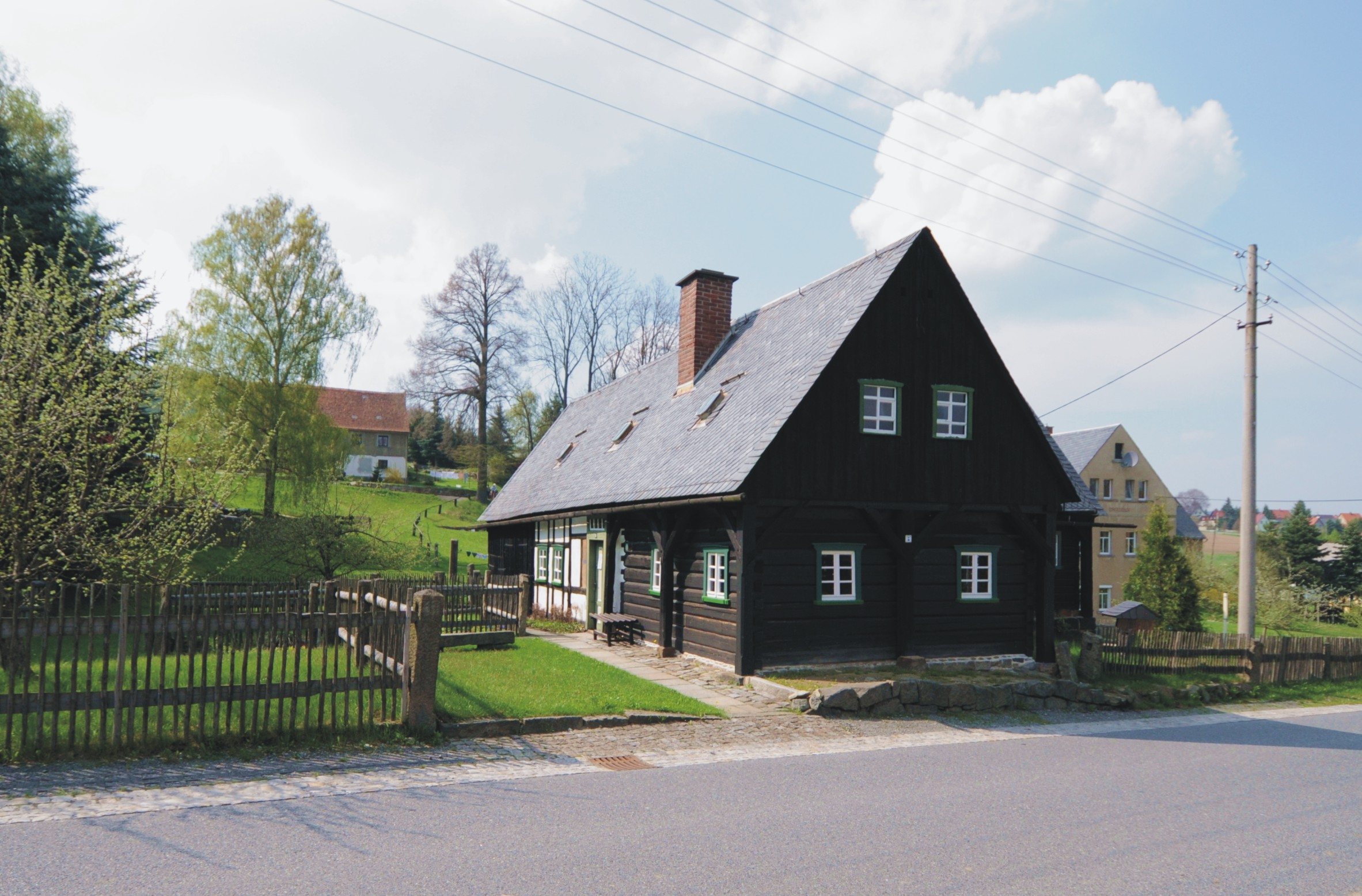
Heimatmuseum in Sohland

- Sohland verfügt über ein kleines Heimatmuseum in einem historischen Umgebindehaus (Hainspacher Straße 19a), welches sich im Oberdorf befindet. Das Umgebindehaus, etwa gegen 1750 errichtet, stellt das älteste Haus dieser Art im Landkreis Bautzen dar. Hier werden verschiedene Alltagsgegenstände von Bauern und Webern aus der Region aus dem 19. und dem beginnenden 20. Jahrhundert ausgestellt und somit ein Einblick in das Leben vorheriger Generationen ermöglicht.
- Im Oberlausitzer Forstmuseum in Sohland (Hainspacher Straße 21) befinden sich verschiedene Ausstellungen über die Forstwirtschaft in der Oberlausitz, unter anderem gibt es ein original eingerichtetes Försterzimmer zu sehen.

### Bauwerke

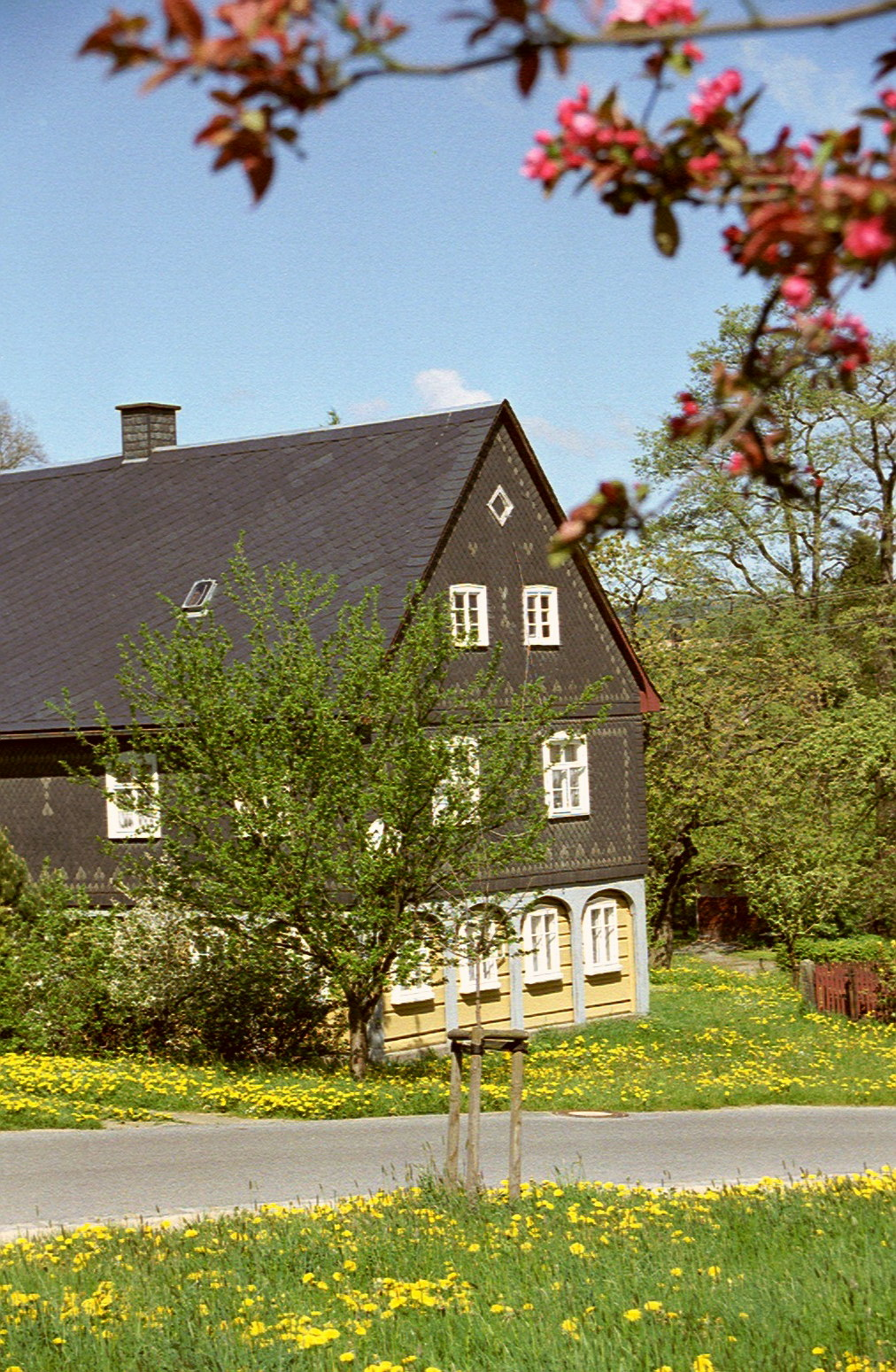
Umgebindehaus in Sohland

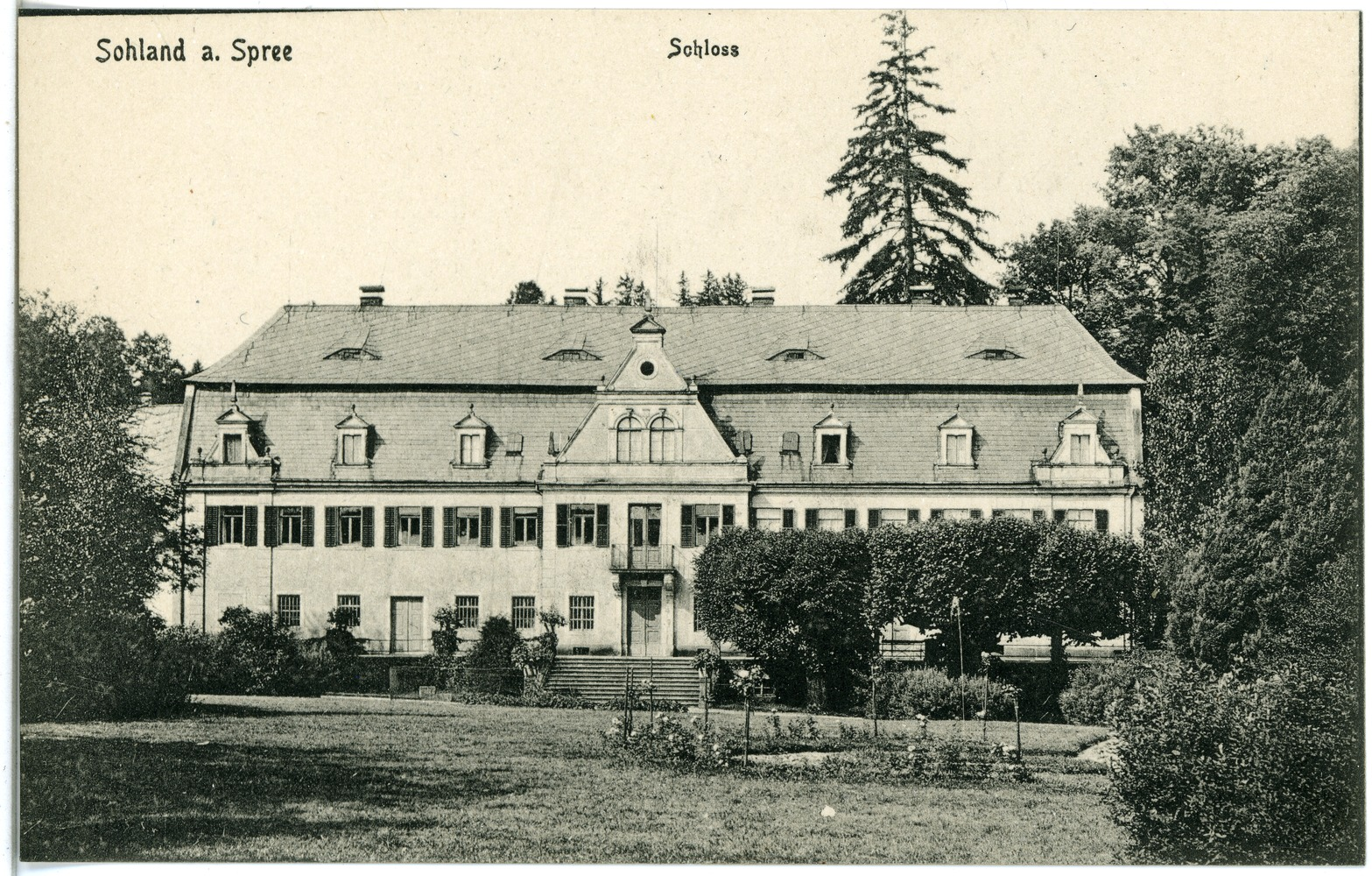
Schloss (1915)

Zu den bedeutendsten Bauwerken des Dorfes gehört das im Dorfzentrum errichtete klassizistische Schloss Mittelsohland samt Hofanlage und Park. Das im Jahre 1747 erbaute und als Roter Hof bezeichnete Schloss war nach 1945 Flüchtlingslager, zu DDR-Zeiten Tuberkuloseheim und Erholungsheim für Schwerkranke, später dann Schwangerenerholungsheim. 1995 wurde das Gebäude saniert, steht aber derzeit leer. Schloss und Park befinden sich jedoch in keinem für den Tourismus nutzbaren Zustand.
Des Weiteren ist hier die historische Kirche Sohland nebst Kirchhof zu nennen. Ursprünglich soll es sich dabei um eine Wehrkirchenanlage gehandelt haben. Auch die in der Zeit des Jugendstils entstandenen öffentlichen Gebäude (Rathaus, Gerhart-Hauptmann-Schule, beide von J. Arthur Bohlig) stellen besondere Landmarken des Ortes dar. Wie überall in der Lausitz sind auch die zahlreichen Umgebindehäuser des Ortes sehenswert.
Der Prinz-Friedrich-August-Turm mit Baude im Ortsteil Neudorf nahe der Tschechischen Grenze bietet einen Blick über das Oberlausitzer Bergland. Etwas unterhalb befindet sich der Thielesee, ein ehemaliger Granodiorit-Steinbruch. Von der mittelalterlichen Sohlander Burg sind nur noch Wallanlagen erhalten.

### Sternwarte „Bruno H. Bürgel“
In Sohland ist seit 1963 die Volks- und Schulsternwarte „Bruno H. Bürgel“ ansässig. Ihr Anliegen ist es, Besucher den Sternenhimmel erleben zu lassen, dies wird durch öffentliche Beobachtungen an den Teleskopen mit Einführungsvorträgen und durch Veranstaltungen bzw. Lichtbildervorträgen zu verschiedenen aktuellen Themen verwirklicht. Durch die Initiative des Sternwartenvereins ist außerdem der Planetenweg in Sohland entstanden, der das Sonnensystem im Maßstab 1:1,4 Milliarden darstellt. 

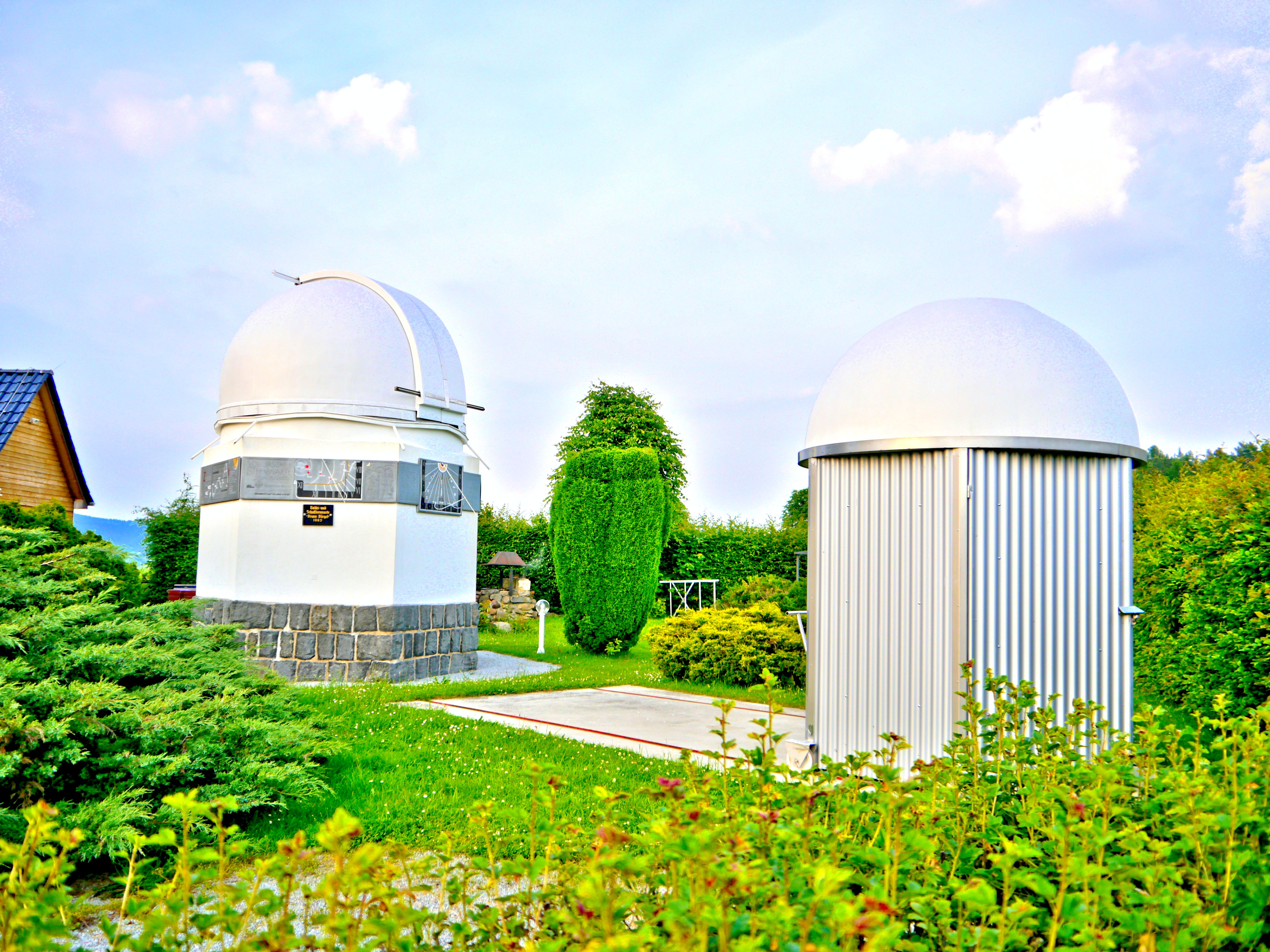
Sternwarte „Bruno-H.-Bürgel“ Sohland/Spree

Seit 2008 erforscht die Sternwarte ein kalendarisches Sonnenbeobachtungsphänomen an verschiedenen legendenumwobenen Felsen, den sogenannten „Sonnenheiligtümern der Oberlausitz“. Die Touristische Gebietsgemeinschaft Oberlausitzer Bergland griff die archäoastronomischen Forschungen als touristisches Thema auf und stattete 2014 den Kälberstein als erstes Objekt mit dementsprechenden Wanderinformationen und Hinweistafeln aus.
2018 wurde der Kuckuckstein von Königshain mit seinen kalenderastronomischen Funktionen an der Sternwarte Sohland aus Oberlausitzer Granit in einer Größe von ca. zwei Metern nachgestaltet. Er ist Bestandteil des Tourismusprojektes „Sonnenpfade“. Die Nachbildung des Kuckucksteins an der Sternwarte bildet den Startpunkt einer Wanderroute zu verschiedenen kalenderastronomischen Steinformationen rund um Sohland und in der Oberlausitz sowie Tschechien.

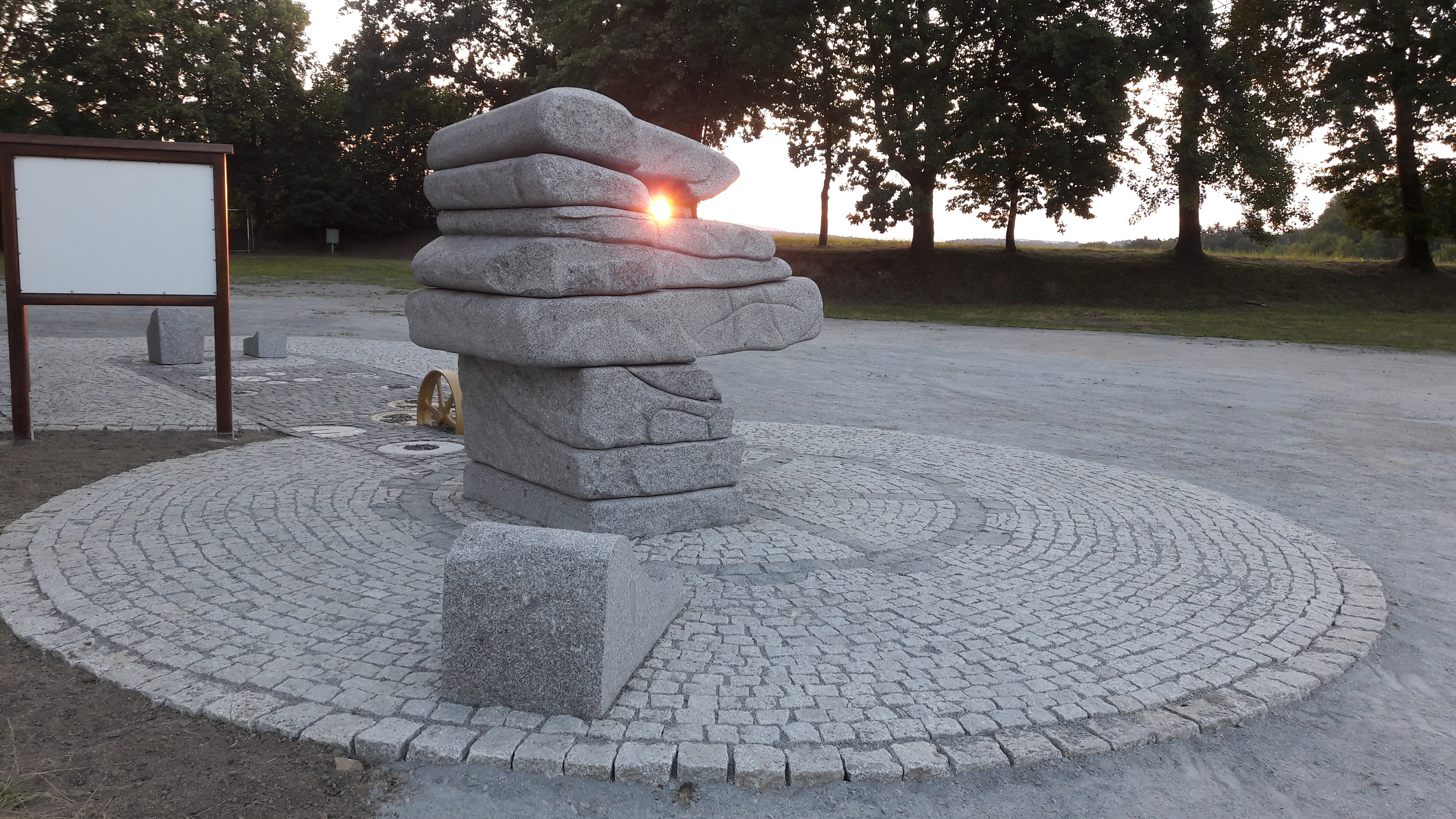
Nachbildung des Kuckucksteins von Königshain an der Sternwarte Sohland/Spree

### Regelmäßige Veranstaltungen
Besondere Höhepunkte stellen hier die Sommeraufführungen auf der Waldbühne dar. Neben verschiedenen Märchen werden hier auch Stücke in Oberlausitzer Mundart aufgeführt, welche hier und im Süden der Oberlausitz gesprochen wird.

### Naturschutz
- Siehe auch: Liste der Naturdenkmale in Sohland an der Spree

## Wirtschaft und Infrastruktur
Wie den meisten Ortschaften in der Oberlausitz macht auch Sohland die hohe Arbeitslosigkeit und die schleppende wirtschaftliche Entwicklung zu schaffen. Dennoch konnte sich Sohland im internen Oberlausitzer Wettbewerb durch seine zentrale Lage an größeren Straßen, einen eigenen Bahnanschluss und eigenen Pkw-Grenzübergang nach Tschechien sowie eine recht große Bevölkerungszahl und Bevölkerungsdichte besser behaupten als andere Ortschaften der Region.

### Bildungseinrichtungen
Neben verschiedenen Kinderkrippen und Kindergärten gibt es zwei Grundschulen in Sohland und Wehrsdorf. Im Ortskern befindet sich die Gerhart-Hauptmann-Schule (vom Architekten J. Arthur Bohlig, um 1924) als Mittelschule. Gymnasiasten müssen die Schule in einer anderen Stadt (zum Beispiel Wilthen) besuchen.

### Freizeit- und Sportanlagen
Wichtigstes sportliches Zentrum des Ortes ist die „Oberlandsporthalle“ in der Dorfmitte, welche neben dem normalen Schulsport auch für verschiedene öffentliche Sportveranstaltungen (besonders Hand- und Volleyball) genutzt wird. Weiterhin existieren noch verschiedene öffentliche Sportplätze. In den beiden Ortsteilen Wehrsdorf und Taubenheim/Spree finden sich ein Wald- und ein Freizeitbad. Im nördlichen Teil des Dorfes liegt der Stausee Sohland.
Im Ortsteil Tännicht liegt das Skisportzentrum. Hier befinden sich zwei Sprungschanzen, deren Ausläufe sich im Sommer für vielfältige Sportbetätigungen wie Volleyball und Turnen eignen, ein Abfahrtshang mit Schlepplift, eine Turnhalle sowie eine Skiroller-/Skater-Bahn. Die gastronomische Betreuung wird durch die „Schanzenbaude“ gewährleistet, die auch über eine Sauna und Übernachtungsmöglichkeiten verfügt. Durch dieses Sportareal führen interessante Wanderwege in die Oberlausitzer Berge und ins böhmische Niederland. Im Winter beginnen in diesem Skisportzentrum gespurte Skiloipen auf einer Strecke von über 50 km. Auch Wehrsdorf verfügt über einen Abfahrtshang mit Schlepplift.
Sohland a. d. Spree war bis 2018 staatlich anerkannter Erholungsort.

### Verkehr
Der Bahnhof Sohland liegt an der Bahnstrecke Oberoderwitz–Wilthen.

## Persönlichkeiten

### Söhne und Töchter der Gemeinde
- Johann Christian Müller (1749–1796), Gewandhausmusiker und Komponist
- Martin Ficker (1868–1950), Hygieniker und Bakteriologe
- Horst Scholze (1921–1990), Chemiker
- Ingeborg Philipp (1925–2019), Politikerin (PDS), Mitglied des Bundestages
- Günter Philipp (1927–2021), Pianist, Musikwissenschaftler, Komponist und Maler
- Rolf Richter (1932–1992), Filmpublizist, Filmwissenschaftler, Autor und Maler
- Ingeborg Wehle (1933–2020), autodidaktische Grafikerin
- Jürgen Fabian (1936–2023), Chemiker
- Evelin Kaufer (* 1953), Leichtathletin
- Michael Harig (* 1960), Politiker (CDU) und ehemaliger Landrat des Landkreises Bautzen
- Johannes Michael Schnarrer (1965–2008), Sozialethiker
- Falk Schwaar (* 1971), Nordisch Kombinierter, Olympia- und WM-Teilnehmer

### Personen, die mit der Gemeinde in Verbindung stehen
- Carl Robert Stein (1852–1932), Unternehmer
- Lothar Düring (1940–2014), Nordischer Kombinierer, begann seine Laufbahn bei Dynamo Sohland
- Andy Zirnstein (Pseudonym: Der Asiate) (* 1988), Musiker
- Jenny Nowak (* 2002), Nordische Kombiniererin